# ТЕС Равенна
ТЕС Равенна – теплова електростанція у центральній частині Італії у регіоні Емілія-Романья, провінція Равенна. Наразі модернізована з використанням технології комбінованого парогазового циклу.
У 1956 – 1958 роках на майданчику станції ввели в експлуатацію три конденсаційні енергоблоки з паровими турбінами потужністю по 38 МВт, які в 1973-му доповнили четвертим із показником у 52 МВт. 
У 1999-му під час першого етапу модернізації на станції створили схему комбінованого парогазового циклу, для чого встановили газову турбіну потужністю 123 МВт. Відпрацьовані нею гази потрапляли до котла-утилізатора, котрий разом зі звичайними котлами блоків 2, 3 та 4 виробляв пару. Остання споживалась старими паровими турбінами енергоблоків №1, 2 та 4, а також змонтованою у блоці №3 новою паровою турбіною потужністю 65 МВт. Разом ця схема отримала назву секція 1. Через кілька років, із завершенням другого етапу модернізації, у секції 1 вивели з експлуатації парові турбіни блоків №1 та 4, а також демонтували звичайні котли блоків №2 та 3 (парову турбіну блоку №2 та котел блоку №4 залишили в резерві).
А в 2004-му на майданчику запустили два парогазові блоки потужністю по 390 МВт (секція 2), у кожному з яких встановлена одна газова турбіна потужністю 260 МВт, яка через котел-утилізатор живить одну парову турбіну із показником у 130 МВт. 
Окрім виробництва електроенергії станція постачає пару для потреб сусіднього нафтопереробного заводу, котрий належить тій же компанії Eni.
Якщо конденсаційні блоки споживали мазут, то після завершення модернізації ТЕС вона перейшла на спалювання природного газу, котрий постачається по відводу довжиною 1,4 км.
Для охолодження використовується морська вода, відібрана із каналу Кандіано.
Зв’язок із енергосистемою відбувається по ЛЕП, розрахованій на роботу під напругою 380 кВ.